# Belesica pictipennis
Belesica pictipennis är en stekelart som först beskrevs av Tosquinet 1896.  Belesica pictipennis ingår i släktet Belesica och familjen brokparasitsteklar. Inga underarter finns listade.